# Россинский, Кирилл Илиодорович
Кирилл Илиодорович Россинский (род. 18 ноября 1904, Москва — 1977, неизвестно) — российский гидротехник, лауреат Сталинской премии.

## Биография
С 1925 г. техник-строитель на строительстве Днепровской гидроэлектростанции имени В. И. Ленина. Затем работал в Волгострое (инженер лаборатории, начальник отдела русловых исследований), в Гидропроекте им. С. Я. Жука, с 1960 г. в Секции по научной разработке проблем водного хозяйства АН СССР, Московской лаборатории ГГИ и с 1968 по 1977 г. в Институте водных проблем АН СССР (заведующий отделом гидрофизики).
Вывел закономерности движения речных наносов, показал роль грядового движения наносов в формировании речных русел. В 1950-х годах разработал метод расчета русловых деформации в нижних бьефах гидроэлектростанций, исследовал теплоперенос и ледовые явления в реках и водохранилищах, разработал методику их расчета и указал основные закономерности изменений, вносимых водохранилищами в зимний режим рек.
Был одним из организаторов ИВП АН СССР, где под его руководством выполнялись исследования по динамике и термике рек и водохранилищ, направленные на научное обоснование территориального перераспределения стока. Кандидат технических наук.

## Награды
- Сталинская премия 3 степени (1951) — за научный труд «Гидрогические основы речной гидротеники» (1950)

## Работы
- Местный размыв дна в нижних бьефах крупных гидротехнических сооружений : диссертация … кандидата технических наук : 05.00.00. — Москва, 1954. — 102 с. : ил.
- Речные наносы / К. И. Россинский, В. К. Дебольский. — М. : Наука, 1980. — 216 с. : ил.; 21 см.
- Термический режим водохранилищ / АН СССР. Ин-т водных проблем. — Москва : Наука, 1975. — 167 с. : черт.; 21 см.
- Россинский К. И., Кузьмин И. А. Речное русло // Гидрологические основы речной гидротехники. М.; Л., 1950. С. 52-97.
- Некоторые вопросы прикладной теории формирования речных русел / К. И. Россинский, И. А. Кузьмин // Проблемы регулирования речного стока. М.-Л.: Изд-во АН СССР. 1947. Вып. 1. — С. 88-130.